# Gefecht auf der Doggerbank
Helgoland (1914) – 22. September 1914 – Texel – Yarmouth – Scarborough, Hartlepool und Whitby – Cuxhaven – Doggerbank (1915) – Noordhinder Bank – Doggerbank (1916) – 29. Februar 1916 – Yarmouth und Lowestoft – Skagerrak – 19. August 1916 – Kanal (1916) – Kanal (1917) – Shetland-Inseln – Helgoland (1917) – Bergen – Seebrügge und Ostende – Tondern
Das Gefecht auf der Doggerbank in der Nordsee fand während des Ersten Weltkrieges am 24. Januar 1915 zwischen Kriegsschiffen der deutschen Kaiserlichen Marine und britischen Royal Navy statt.

## Ausgangslage
Im Januar 1915 unternahm ein vom I. Befehlshaber der Aufklärungsschiffe, Vizeadmiral Franz Hipper, geführter deutscher Verband aus den drei Schlachtkreuzern Seydlitz, Moltke und Derfflinger sowie dem Panzerkreuzer Blücher, abgeschirmt von vier Kleinen Kreuzern und 18 Torpedobooten, einen Vorstoß auf die Doggerbank in der Nordsee, um die dortigen britischen Vorpostenboote zu vernichten oder zu vertreiben. Die Einbeziehung des letzten deutschen Panzerkreuzers, der Blücher, erwies sich später als fatal.
Das Vorhaben entsprach einer Strategie der „Nadelstiche“, um die Royal Navy zu unvorsichtigen Gegenschlägen zu provozieren. Dies sollte die Gelegenheit herbeiführen, Teile der überlegenen britischen Grand Fleet unter für die Deutschen günstigen Bedingungen zum Kampf zu stellen und zu vernichten.
Bei diesem Unternehmen versäumte es die deutsche Marineleitung unter Admiral Friedrich von Ingenohl, eine Fernsicherung durch Schlachtschiffe bereitzustellen. Die britische Admiralität war zudem durch ihren Entzifferungsdienst Room 40 gewarnt, da der Einsatzbefehl an Hipper unnötigerweise per Funkspruch gegeben wurde und entziffert werden konnte. 15 Minuten, nachdem Hippers Verband am späten Nachmittag des 23. Januar den Jadebusen verlassen hatte, liefen die fünf Schlachtkreuzer Lion, Tiger, Princess Royal, Indomitable und New Zealand unter dem Kommando von Vizeadmiral David Beatty sowie drei leichte Kreuzer und 35 Zerstörer aus dem Firth of Forth aus.

## Schlacht

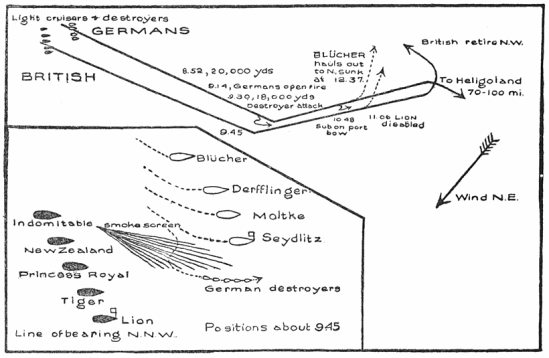
Positionen von Schiffen

Bei Tagesanbruch stießen beide Geschwader an der von den Briten erwarteten Position rund dreißig Seemeilen nördlich der Doggerbank und 180 Seemeilen westlich von Helgoland bei ruhiger See und guter Sicht aufeinander. Angesichts der britischen Übermacht ließ Hipper daraufhin wenden und auf Gegenkurs gehen. Damit das langsamste Schiff in seinem Verband, die Blücher, nicht den Anschluss verlor, unterließ er es aber, die Geschwindigkeit zu erhöhen. So konnten die britischen Schlachtkreuzer aufschließen. Aufgrund der hohen Geschwindigkeit musste aber auch Beatty einige seiner Schiffe, darunter die Schlachtkreuzer Indomitable und New Zealand, zurücklassen. Diese langsameren Einheiten konnten die von Beatty befohlene Geschwindigkeit von 27 Knoten nicht mithalten und schlossen daher nur langsam zum Feind auf.
Um 09:52 Uhr eröffnete die führende Lion das Feuer auf die Blücher, um 10:05 Uhr erfolgte der Befehl der allgemeinen Feuereröffnung. Da die deutschen Schiffe eine geringere Reichweite hatten, konnten sie erst einige Zeit später auf die britischen Großkampfschiffe feuern, als erstes das vorletzte Schiff Derfflinger um 10:11 Uhr. Hipper alarmierte die Flottenleitung, doch die deutsche Hochseeflotte war zu weit entfernt, um seinen Schiffen rechtzeitig Hilfe leisten zu können.
Um 10:12 Uhr erhielt die Blücher den ersten Treffer. Wegen ihrer geringen Reichweite konnte sie erst um 10:18 Uhr auf eine Entfernung von 17 bis 17,5 km das Feuer erwidern. Die Briten zogen rechts langsam an den Deutschen vorbei. Die Lion verlagerte ihr Feuer auf die Derfflinger, und die Tiger übernahm die Beschießung der Blücher. Schließlich erreichte die Lion das Spitzenschiff Seydlitz.
Dann gab Beatty den Befehl: „Jeder bekämpft den ihm gegenüberstehenden Feind!“ Daraufhin nahm die Tiger Zielwechsel auf die Seydlitz vor, die bereits von der Lion beschossen wurde. Die Princess Royal feuerte auf die Derfflinger und die New Zealand auf die Blücher. Die Moltke blieb längere Zeit unbeschossen und erlitt im gesamten Gefecht keinen Treffer, während die Indomitable kein Ziel erreichen konnte.
Ein schwerer Treffer einer 34,3 cm-Granate unterhalb von Turm D führte um 10:43 Uhr zu einem Munitionsbrand auf der Seydlitz, setzte zwei Geschütztürme außer Gefecht und tötete die 165 Mann der Turmbedienung. Pumpenmeister Wilhelm Heidkamp öffnete mit bloßen Händen die rotglühenden Flutventile und verhinderte damit die Explosion der hinteren Munitionskammern. Das Schiff sackte dadurch achtern auf 10,5 m ab. Um 11:25 Uhr erhielt die Seydlitz einen weiteren schweren Treffer im Mittelschiff. Auch die Derfflinger erlitt einen schweren Treffer, bei dem nur mit Mühe das Explodieren von Kartuschen verhindert werden konnte.
Die Blücher erhielt um 11:30 Uhr einen schweren Treffer in der Munitionstransportbahn im Mittelgang. 35 bis 40 Kartuschen brannten ab, und die Flammen setzten die vorderen Seitentürme in Brand. Auch wurde die Hauptdampfrohrleitung im Kesselraum 3 schwer beschädigt. Die Geschwindigkeit der Blücher sank auf 17 kn, und sie blieb daher hinter dem Rest der Flotte zurück. Beatty befahl daher kurz vor 12 Uhr der noch immer zurückhängenden Indomitable, die Blücher zu versenken.
Die Deutschen konzentrierten ihr Feuer auf Beattys Flaggschiff HMS Lion, und vornehmlich die Derfflinger erzielte mehrere Volltreffer. Um 11:52 Uhr musste die Lion aus der Linie ausscheren, da sie nur noch 15 kn schnell war. Befehle konnten nur noch mit Flaggensignalen weitergegeben werden. Schwer beschädigt wurde auch die Tiger.

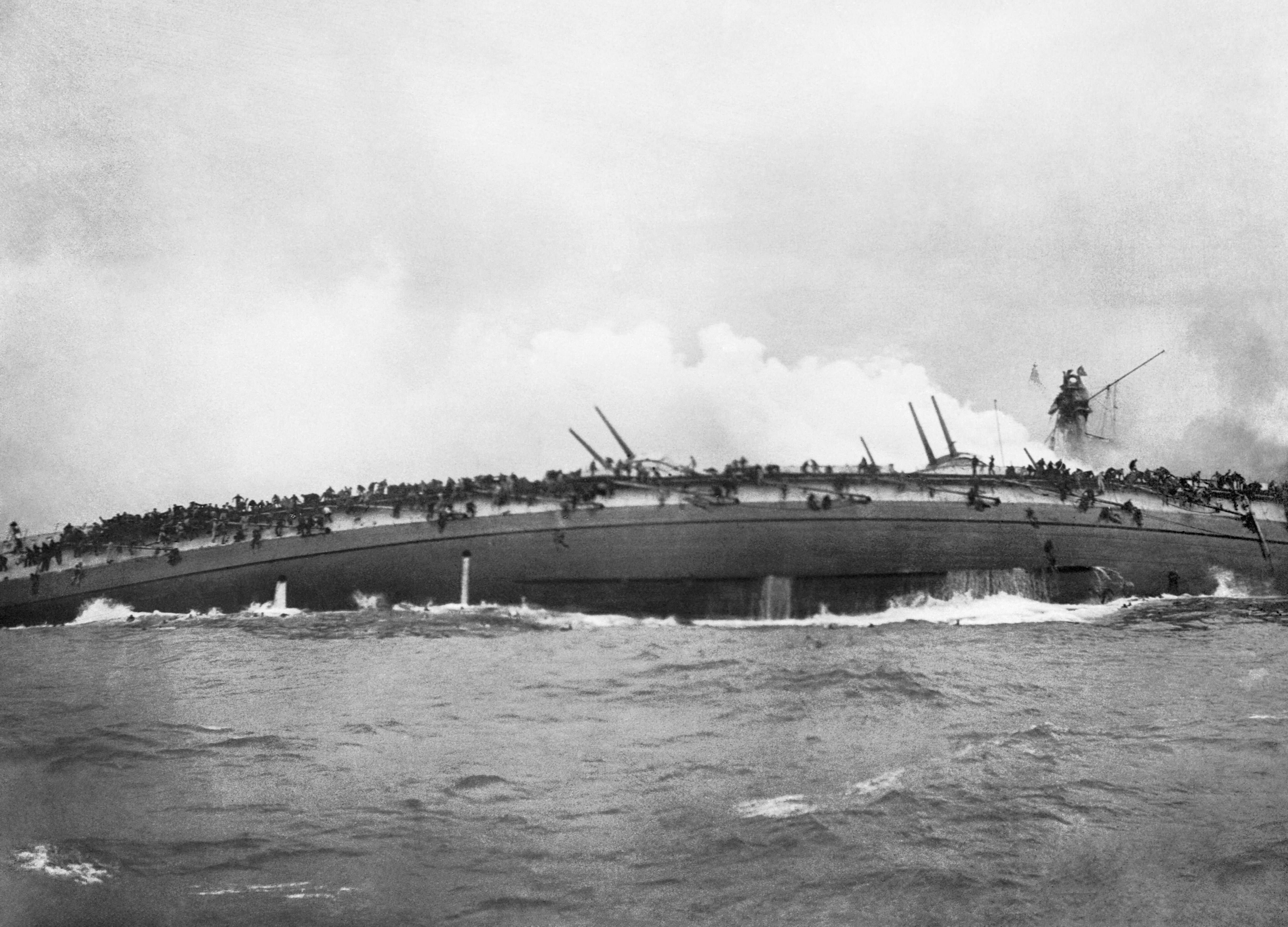
Untergang des deutschen Großen Kreuzers Blücher

Auf eine irrtümliche U-Boot-Meldung hin – das deutsche Torpedoboot V 5 hatte aus großer Entfernung einen Torpedo abgeschossen – gab Beatty den Befehl „90 Grad backbord“, um ihm auszuweichen. Da diese Wendung den fliehenden deutschen Schiffen einen zu großen Vorsprung verschafft hätte, korrigierte er seinen Befehl wenige Minuten später, indem er „Kurs Nordost“ setzen ließ, um die Drehung auf 45 Grad zu begrenzen. Um klarer zu machen, dass die fliehenden Schiffe weiter verfolgt werden sollten, ließ er zusätzlich „Hintere Feindschiffe angreifen“ setzen. Da die beiden Signale aber am selben Mast gehisst wurden, anstatt an getrennten Masten, verstanden die anderen Schiffe die beiden Signale als einzelnes Signal: „Im Nordosten stehende hintere Feindschiffe angreifen.“ Dort lag die weit hinter den deutschen Verband zurückgefallene Blücher, weshalb der stellvertretende Kommandeur Rear Admiral Moore an Bord der New Zealand gegen 12 Uhr sämtliche Einheiten die Blücher angreifen ließ, was den restlichen deutschen Schiffen die Möglichkeit gab, sich vom Gegner abzusetzen. Um das zu korrigieren, wollte Beatty den Befehl „Feind auf kürzere Entfernung angreifen“ folgen lassen, ein bekannter Befehl von Admiral Nelson. Da er jedoch nicht im Signalbuch stand, hätte er umständlich durch Ausflaggen der einzelnen Worte gesetzt werden müssen, weshalb Beatty aus dem Signalbuch das Kommando „Näher am Feind bleiben“ setzen ließ, was seiner Meinung nach in dieser Situation Nelsons Befehl am nächsten kam. Dieses Signal konnte aber vom Rest der Flotte nicht mehr erkannt werden. Da Beatty gerade dabei war, von der manövrierunfähigen Lion auf den Zerstörer Attack zu wechseln, konnte er das Missverständnis erst später beheben. Beatty nahm zwar noch die Verfolgung der fliehenden Gegner auf, konnte sie aber nicht mehr erreichen.
Ab 12:10 Uhr wurde die Blücher von allen britischen Schiffen unter schweres Feuer genommen. Auch die Leichten Kreuzer und Zerstörer beteiligten sich an der Versenkung. Dabei konnte die Blücher mit ihrem letzten feuerbereiten Geschütz des achteren Turms den Zerstörer Meteor schwer beschädigen. Um 13:13 Uhr kenterte die Blücher nach 2 bis 7 Torpedo- und 70 bis 100 Granattreffern. Sie trieb noch einige Minuten kieloben und versank dann.
Britische Schiffe retteten 260 Mann. Ein deutsches Flugzeug, das die Rettungsaktion nicht erkannte, behinderte diesen Vorgang. 792 Besatzungsmitglieder starben.
Die von einem britischen Schiff aus gemachte Aufnahme, die das kenternde Schiff zeigt, von dem sich Besatzungsmitglieder zu retten versuchen, ist heute eine der berühmtesten Kriegsfotografien des Ersten Weltkriegs.

## Bilanz
Auf britischer Seite waren zwei moderne Schlachtkreuzer schwer beschädigt worden. Auf der Lion führten Treffer in die Maschinenanlage und auf die Generatoren dazu, dass sie manövrierunfähig eingeschleppt werden musste. Die Deutschen hatten den Panzerkreuzer Blücher verloren. Obwohl man irrtümlich glaubte, den britischen Schlachtkreuzer Lion versenkt zu haben, wurde das Gefecht als Rückschlag aufgefasst, weshalb Admiral von Ingenohl entlassen wurde. Sein Nachfolger Hugo von Pohl hielt die deutsche Flotte auf Befehl Kaiser Wilhelms II. in der Sicherheit der Deutschen Bucht. Eine Analyse der Schäden auf der Seydlitz führte zu einer Reihe von technischen Verbesserungen, die die Gefahr von Explosionen und Bränden verringerten und wesentlich zur großen Widerstandsfähigkeit der deutschen Schlachtkreuzer in der Skagerrakschlacht beitragen sollten.
Auf britischer Seite ignorierte man die schlechten Schießleistungen, das Durcheinander bei der Befehlsübermittlung und die Schwächen der Panzerung und Brandsicherung. Lediglich Konteradmiral Moore wurde in aller Stille abgelöst und erhielt kein neues Frontkommando. Man machte ihn für das Entkommen des Großteils des deutschen Geschwaders verantwortlich, auch wenn er dabei nur einem angenommenen Befehl Beattys gefolgt war. Dagegen behielt Beattys Flaggleutnant Ralph Seymour, der die Panne bei der Signalgebung zu verantworten hatte, seinen Posten und war auch in der Skagerrakschlacht für die Übermittlung von Beattys Befehlen zuständig, wo ihm erneut ein schwerer Fehler unterlief.
Forderungen nach einer Untersuchung wurden zwar erhoben, aber durch den Ersten Lord der Admiralität Winston Churchill unterbunden, um das der Öffentlichkeit präsentierte Bild eines Seesieges nicht in Frage zu stellen.